# Konsystencja betonu
Konsystencja – stopień ciekłości mieszanki betonowej jest określany przez klasy konsystencji lub przyjęte wartości, których odpowiednie tolerancje podaje norma PN-EN 206-1 [N1]. Konsystencja obrazuje zdolność mieszanki betonowej do odkształceń pod wpływem obciążenia. W zależności od metody badania, obciążenie może być zarówno ciężarem własnym mieszanki, jak i dodatkowym oddziaływaniem zewnętrznym. Według polskiej normy PN-EN 206-1:2003 pomiaru konsystencji należy dokonać jedną z metod [N1]:
- Metoda opadu stożka (według EN 12350-2)
- Metoda Ve-Be (według EN 12350-3)
- Metoda oznaczania stopnia zagęszczalności (według EN 12350-4)
- Metoda rozpływu (według EN 12350-5)
- Metoda specjalna, uzgodniona pomiędzy specyfikującym i producentem betonu do specjalnych zastosowań

Do każdej metody został określony osobny podział na klasy konsystencji. W starszych książkach i normach klasyfikowano konsystencje na podstawie nazw, które makroskopowo obrazowały cechy mieszanki betonowej:
- ciekła,
- półciekła,
- plastyczna,
- gęstoplastyczna,
- wilgotna,
- sypka,
- granicznie sypka,

We współczesnej literaturze i normach nie ma jasno określonej zależności pomiędzy dawnymi i obecnymi klasami konsystencji.

## Czynniki wpływające na konsystencję
- ilościowy stosunek woda/cement (W/C),
- ilość i rodzaj domieszek (główną rolę pełnią plastyfikatory),
- rodzaj cementu,
- skład ziarnowy kruszywa, jego rodzaj i wodożądność,
- ilość i rodzaj dodatków.

## Metody badania konsystencji

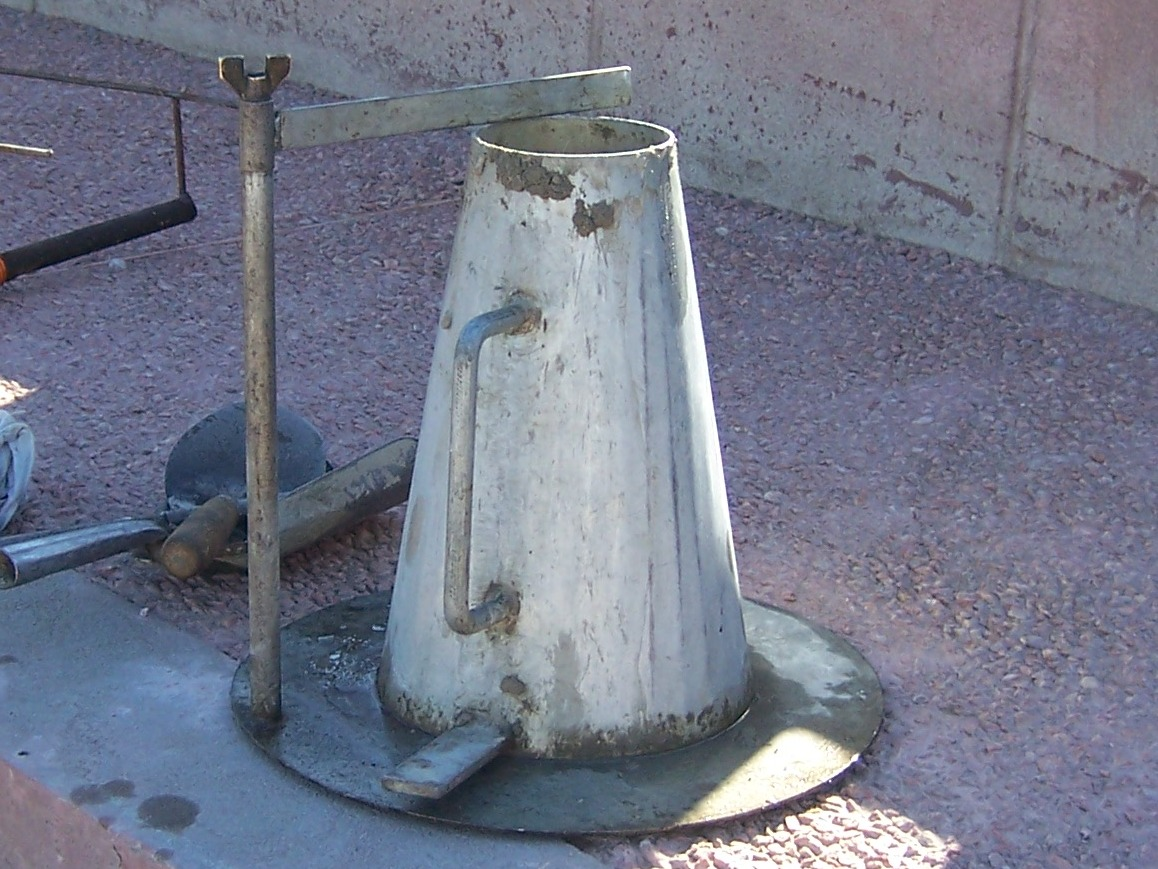
Stożek Abramsa

### Metoda opadu stożka
Metoda opadu stożka [N7] polega na zbadaniu różnicy wysokości, jaką będzie miała mieszanka betonowa umieszczona w formie i po jej zdjęciu. Na podstawie różnicy wysokości można odpowiednio sklasyfikować konsystencję mieszanki. Proces badania jest ściśle opisany przez normę PN-EN 12350-2 „Badania mieszanki betonowej. Część 2: Badania konsystencji metodą opadu stożka.”
Potrzebne przyrządy:
1. Forma – wykonana z metalu, kształtu ściętego stożka o średnicy:
  - podstawa dolna 200 mm,
  - podstawa górna 100 mm,
  - wysokość 300 mm.
2. Pręt do zagęszczania
3. Miarka
4. Podstawka – sztywna, płaska i nienasiąkliwa służąca do umieszczania na niej formy.
5. Pojemnik do mieszania mieszanki.
6. Łopatka.
7. Wilgotna tkanina.
8. Sekundomierz.

Procedura badania
Zwilżoną formę i podstawkę należy przymocować do siebie. Formę wypełnia się mieszanką betonową. Po wypełnieniu każdej 1/3 wysokości należy zagęścić mieszankę 25 uderzeniami pręta. Po wypełnieniu całości górną powierzchnię formy należy wyrównać. Następnie rozformowuje się mieszankę w czasie od 5 s. do 10 s. poprzez równomierne podnoszenie formy do góry. Bezpośrednio po usunięciu formy należy zmierzyć miarką opad stożka.
Wyniki
Różnica wysokości pomiędzy mieszanką w formie i po jej zdjęciu pozwala na określenie odpowiedniej klasy konsystencji. Badanie jest ważne tylko, gdy opad stożka jest właściwy. W wypadku niewłaściwego opadu stożka badanie należy powtórzyć na innej próbce.

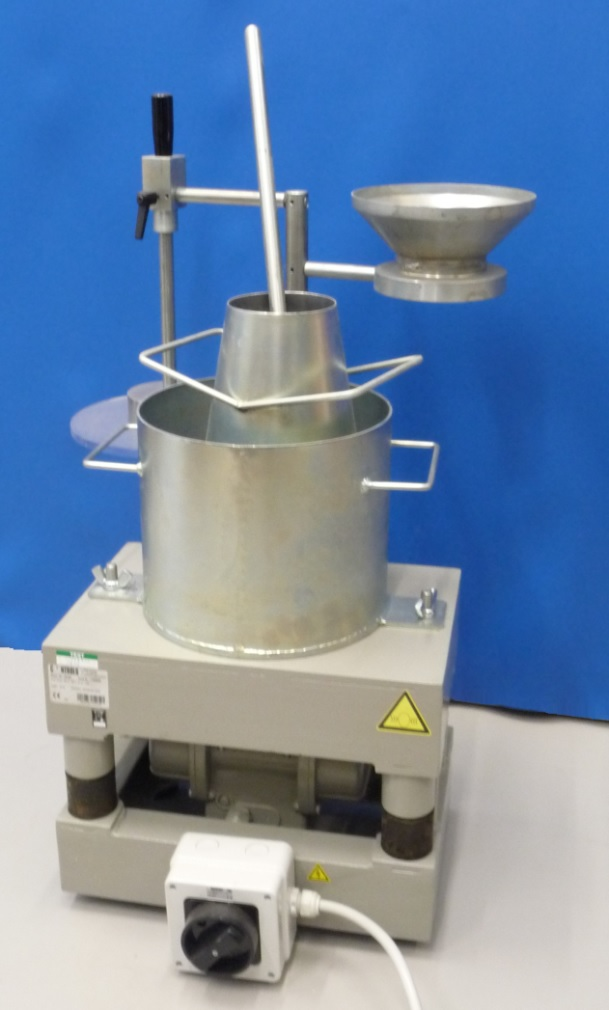
Zestaw do badania metodą Ve-be

### Metoda Ve-Be
Metoda Ve-Be [N8] polega na sprawdzeniu czasu, w jakim mieszanka betonowa ulega rozpłynięciu do określonego stopnia, w wyniku drgań, jakim została poddana w aparacie Ve-be. Na podstawie czasu można odpowiednio sklasyfikować konsystencję mieszanki. Proces badania jest ściśle opisany przez normę PN-EN 12350-3 „Badania mieszanki betonowej. Część 3: Badania konsystencji metodą Vebe.”
Potrzebne przyrządy:
1. Pojemnik – szczelny, wykonany z metalu, o kształcie cylindrycznym i średnicy wewnętrznej 240mm i wysokości 200mm.
2. Forma – wykonana z metalu, kształtu ściętego stożka o średnicy:
  - podstawa dolna 200 mm,
  - podstawa górna 100 mm,
  - wysokość 300 mm.
3. Krążek – przeźroczysty, przymocowany do obrotowego pręta w sposób umożliwiający zmianę jego wysokości. Pręt powinien mieć zamontowaną miarkę. Średnica krążka powinna mieć 230 mm.
4. Stolik wibracyjny.
5. Pręt do zagęszczania.
6. Stoper.
7. Pojemnik do mieszania mieszanki.
8. Łopatka.
9. Wilgotna tkanina

Procedura badania
Pojemnik przymocować do stolika wibracyjnego a następnie umieścić w nim zwilżoną formę. Formę wypełnia się mieszanką betonową. Po wypełnieniu każdej 1/3 wysokości należy zagęścić mieszankę 25 uderzeniami pręta. Po wypełnieniu całości, górną powierzchnię formy należy wyrównać. Następnie rozformowuje się mieszankę w czasie od 5 s. do 10 s. poprzez równomierne podnoszenie formy do góry. Krążek przenosi się nad górną powierzchnię mieszanki betonowej, a następnie powoli opuszcza. Przy zetknięciu się z jej górną powierzchnią mierzy się wartość opadu. Następnie włącza się stolik wibracyjny z równoczesnym włączeniem stopera. Mierzy się czas, aż przeźroczysty krążek w pełni zetknie się z mieszanką.
Wyniki
Zanotowany czas, w jakim krążek w pełni styka się z mieszanką pod wpływem wibracji pozwala na określenie odpowiedniej klasy konsystencji.

### Metoda oznaczania stopnia zagęszczalności

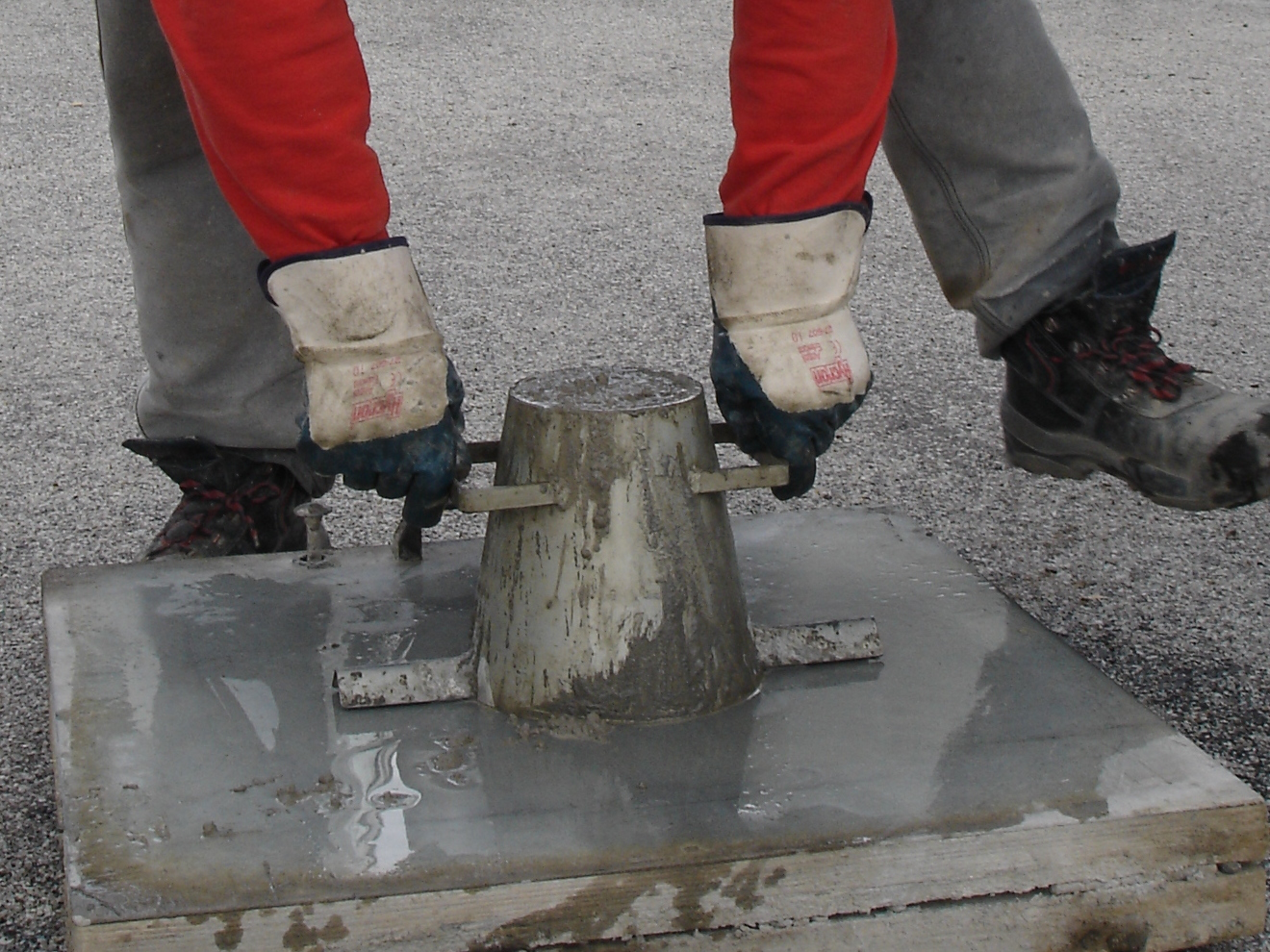
Stolik rozpływowy

Metoda oznaczania stopnia zagęszczalności [N9] polega na zbadaniu różnicy wysokości, jaką będzie miała mieszanka betonowa umieszczona w pojemniku, przed i po zagęszczeniu. Na podstawie różnicy wysokości można obliczyć stopień zagęszczalności, który pozwala odpowiednio sklasyfikować konsystencję mieszanki. Proces badania jest ściśle opisany przez normę PN-EN 12350-4 „Badania mieszanki betonowej. Część 4: Badania konsystencji metodą oznaczania stopnia zagęszczalności.”
Potrzebne przyrządy:
1. Pojemnik – szczelny, wykonany z metalu, kształtu kwadratowego o boku 200 mm i wysokości 400 mm.
2. Stolik wibracyjny.
3. Zgarniak.
4. Miarka.
5. Pojemnik do mieszania mieszanki.
6. Łopatka.
7. Wilgotna tkanina.

Procedura badania
Pojemnik wypełnia się mieszanką betonową (bez ubijania). Po wypełnieniu całości, górną powierzchnię formy należy wyrównać przy pomocy zgarniaka. Robi się to w taki sposób, by w żaden sposób nie zagęścić mieszanki. Wypełniony pojemnik ustawia się na stoliku wibracyjnym. Następnie włącza się wibracje i czeka, aż mieszanka zacznie tracić na objętości. Stolik należy wyłączyć w momencie, w którym objętość mieszanki przestanie się zmniejszać. Za pomocą miarki mierzy się odległość pomiędzy powierzchnią mieszanki i górną krawędzią pojemnika. Pomiar wykonuje się w środku każdej ścianki, a wynikiem końcowym jest średnia „s” z 4 odległości.
Wyniki
Wyznacza się stopień zagęszczalności z wzoru
h1/(h1-s)
gdzie h1 jest wewnętrzną wysokością pojemnika. Obliczona wartość pozwala na określenie odpowiedniej klasy konsystencji.

### Metoda rozpływu (metoda stolika rozpływowego)
Metoda rozpływu (metoda stolika rozpływowego) [N10] polega na zmierzeniu maksymalnego rozpływu mieszanki betonowej pod wpływem ruchu stolika rozpływowego. Na podstawie szerokości rozpływu można odpowiednio sklasyfikować konsystencję mieszanki. Proces badania jest ściśle opisany przez normę PN-EN 12350-5 „Badania mieszanki betonowej. Część 5: Badania konsystencji metodą stolika rozpływowego.”
Potrzebne przyrządy:
1. Stolik rozpływowy – metalowy, płaski, kształtu kwadratowego o wymiarach 700×700 mm przymocowany za pomocą zawiasów do sztywnej podstawy, na którą można go opuszczać ze stałej wysokości.
2. Forma - wykonana z metalu, kształtu ściętego stożka o średnicy:
  - podstawa dolna 130 mm,
  - podstawa górna 200 mm,
  - wysokość 200 mm.
3. Drążek do zagęszczania.
4. Miarka.
5. Pojemnik do mieszania mieszanki
6. Łopatka.
7. Wilgotna tkanina.
8. Sekundomierz.

Procedura badania
Stolik rozpływowy należy umieścić na płaskiej powierzchni. Przed badaniem należy zwilżyć powierzchnię stolika i wnętrze formy. Formę umieszcza się centralnie na stoliku, unieruchamia ją i wypełnia betonem. Po wypełnieniu każdej połowy wysokości należy zagęścić mieszankę 10 uderzeniami drążka. Po wypełnieniu całości, górną powierzchnię formy należy wyrównać. Po odczekaniu 30 s rozformowuje się mieszankę w czasie od 3 s. do 6 s. poprzez równomierne podnoszenie formy do góry. Lekko podnosi się ruchomą powierzchnię stolika do odpowiedniej wysokości i puszcza. Powtarza się 15 takich cykli. Za pomocą miarki mierzy się maksymalny wymiar rozpływu na dwóch kierunkach d1 i d2:
Wyniki
Wyznacza się wartość rozpływu z wzoru (d1+d2)/2. Obliczona wartość pozwala na określenie odpowiedniej klasy konsystencji.

### Klasy konsystencji
| Klasa                                                                            | Opad stożka (mm)        | Klasa | Czas według Ve-be      |
| -------------------------------------------------------------------------------- | ----------------------- | ----- | ---------------------- |
| S1                                                                               | 10 do 40                | V0*   | 31                     |
| S2                                                                               | 50 do 90                | V1    | 30 do 21               |
| S3                                                                               | 100 do 150              | V2    | 20 do 11               |
| S4                                                                               | 160-210                 | V3    | 10 do 6                |
| S5*                                                                              | 220                     | V4*   | 5 do 3                 |
| Klasa                                                                            | Stopień zagęszczalności | Klasa | Średnica rozpływu (mm) |
|                                                                                  |                         | F1*   | 340                    |
| C0                                                                               | 1,46                    | F2    | 350 do 410             |
| C1                                                                               | 1,45 do 1,26            | F3    | 420 do 480             |
| C2                                                                               | 1,25 do 1,11            | F4    | 490 do 550             |
| C3                                                                               | 1,10 do 1,04            | F5    | 560 do 620             |
| C4**                                                                             | 1,04                    | F6*   | 630                    |
| * metoda niezalecana przy danej wartości ** stosuje się tylko do betonów lekkich |                         |       |                        |